# Greenup (Kentucky)
Greenup – miasto w Stanach Zjednoczonych, w stanie Kentucky, siedziba administracyjna hrabstwa Greenup.